# Railton (bilmärke)
Railton Cars var en brittisk biltillverkare som verkade i Cobham, Surrey mellan 1933 och 1949.
Företaget startades av Reid Railton som tagit över Invictas lokaler och de första bilarna påminde mycket om Invicta S-Type. Railton använde chassi och drivlina från amerikanska Terraplane, med en rak åttacylindrig motor. Senare modeller använde sex- och åttacylindriga motorer från Hudson.
1939 sålde Railton sitt företag till Hudsons brittiska dotterbolag men tillverkningen upphörde i praktiken i samband med andra världskrigets utbrott. Endast ett fåtal bilar byggdes efter kriget på grund av den krassa brittiska efterkrigsekonomin.

## Bildgalleri

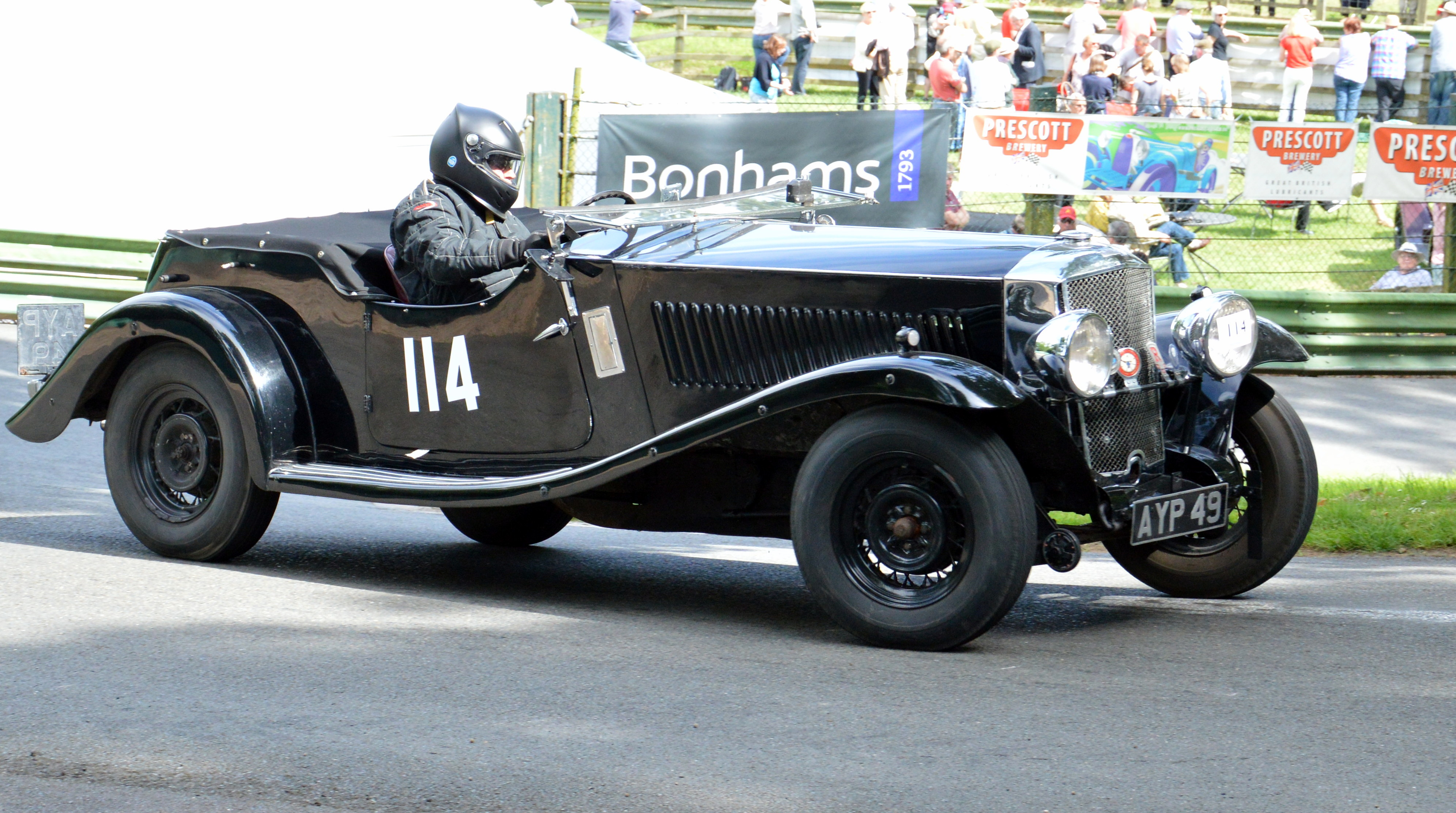
Railton 1934.
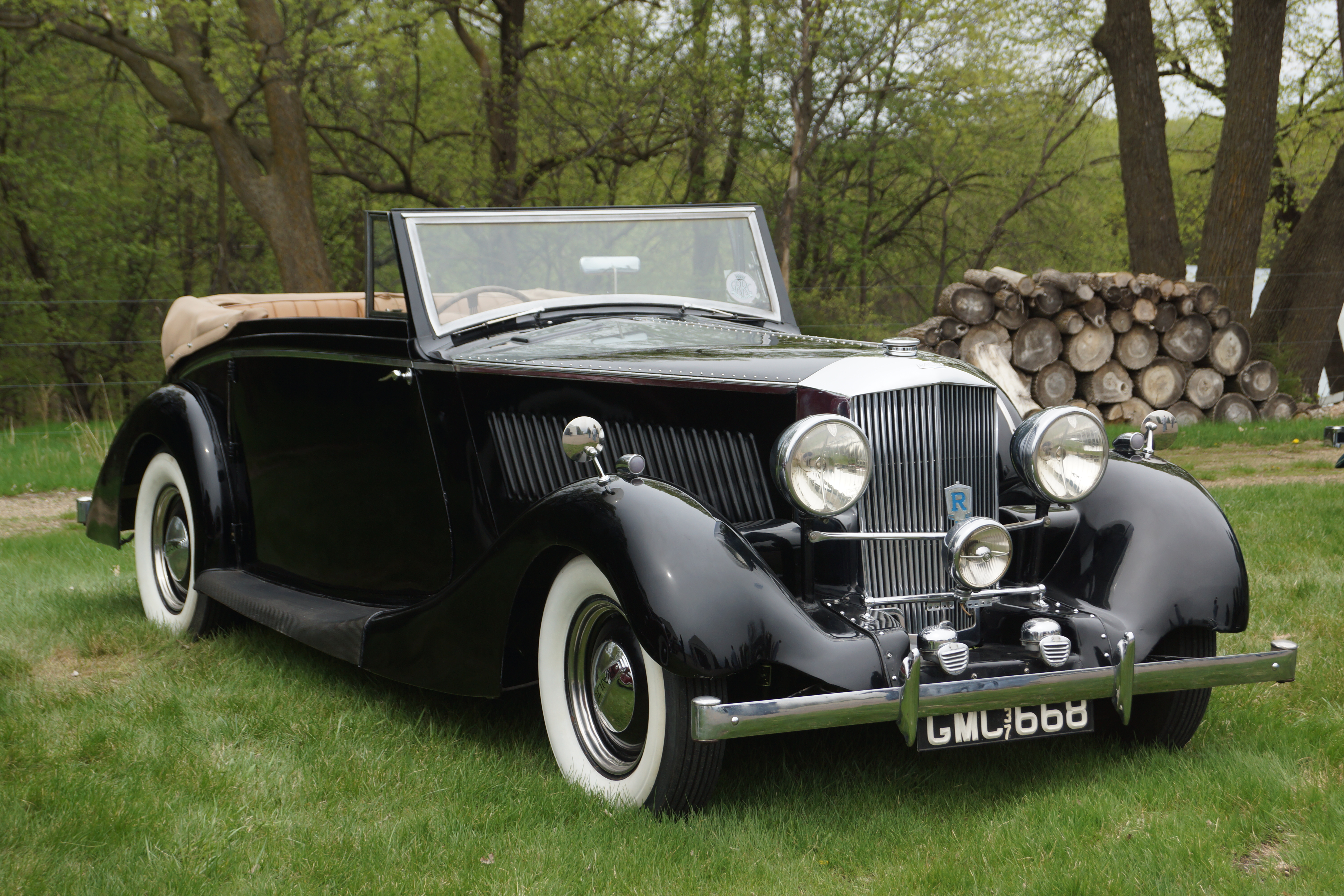
Railton 1937.
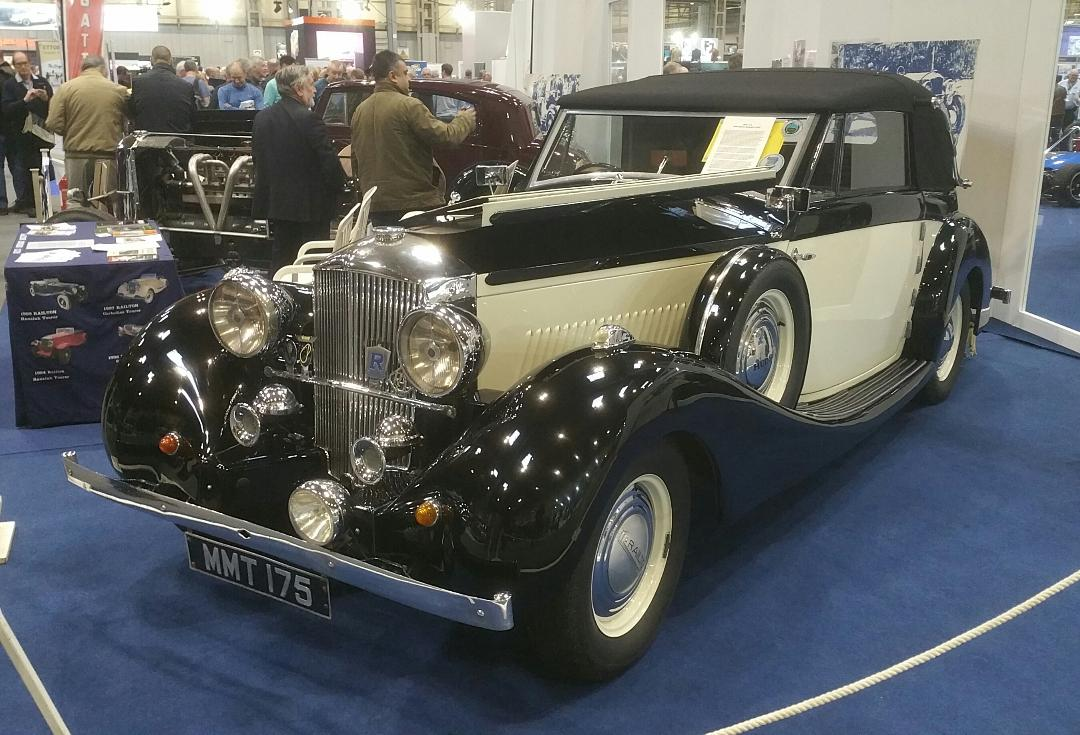
Railton 1946.